# Faro de Santa Catalina
El faro de Santa Catalina (también denominado faro de Lequeitio) es un faro situado en el cabo de Santa Catalina, en Lequeitio, en la provincia de Vizcaya, País Vasco, España. Está gestionado por la autoridad del puerto de Bilbao.

## Historia
El faro se inauguró en 1862 con una lámpara de aceite que fue sustituida por una de petróleo tiempo después. En 1935 se mantuvo la linterna y la óptica, pero la instalación cambió a acetileno. Desde 1957 el faro tiene corriente eléctrica.